# Jacques Duchesne-Guillemin
Pour les articles homonymes, voir Jacques Duchesne, Duchesne et Guillemin.
Jacques Duchesne-Guillemin, né Jacques Duchesne le 21 avril 1910 à Jupille et mort le 8 février 2012 à Liège, à l'âge de 101 ans, est un linguiste, philologue et orientaliste belge, spécialiste de l'Iran ancien et professeur à l'université de Liège.

## Biographie
Docteur en philologie classique de l'université catholique de Louvain en 1931, il effectue ensuite un séjour de deux ans à Paris, grâce à une bourse. Il y étudie la linguistique orientale, notamment avec Émile Benveniste, et se spécialise dans l'Iran ancien. À son retour en Belgique, il est attaché à l'université de Liège, où il étudie l'Iran islamique et la linguistique arabe et persane, avec Auguste Bricteux. 
Nommé en 1943 professeur à l'université de Liège, puis professeur ordinaire en 1964, il accède à l'éméritat en 1980.
À partir de 1973, il est le rédacteur en chef des Acta Iranica..
Il était membre de l'Académie royale danoise des sciences et des lettres.
Il est inhumé au Cimetière de Robermont à Liège.

## Publications
[réf. incomplète]
- Ormazd et Ahriman, l'aventure dualiste dans l'antiquité, PUF, 1953, 156 p.
- La Religion de l'Iran ancien, Paris, PUF, 1962, 411 p.
- Le Croissant fertile : la découverte de l'Asie antérieure, Paris, 1963.
- « Islam et mazdéisme », en Mélanges Mass, 1963, p. 105-109.
- Zoroastre : étude critique, avec une traduction commentée des Gâthâ, Paris, Robert Laffont, 1976, 265 p.
- « Pour l'étude de Hafiz », en Acta Iranica, vol. XXI (1981), p. 141-163.
- Dictionnaire des religions, Paris, PUF (1984)

## Hommages et distinctions
- Prix de la langue-française de l’Académie française (1956)
- Docteur honoris causa de l'université de Téhéran (1974)
- Membre correspondant de l'Académie royale danoise des sciences et des lettres
- Membre correspondant de l'Académie des inscriptions et belles-lettres